# Ронин
 За филма от 1998 година вижте Ронин (филм).  
Ронин (на японски: 浪人, ронин, в буквален превод – „странник“, самурай без господар) е самурай, загубил покровителството на своя господар или допуснал той да бъде убит, през феодалния период в Япония (1185 – 1868).

## 47-те ронини
Названието „ронин“ идва от „ро“ (вълна) и „нин“ (човек) и означавало „човек-вълна“, тъй като животът на ронина бил непостоянен като вълна. През феодализма ронин са били самураи, васали от благородническо потекло, които трябвало да напуснат службата при своя господар и не са могли или искали да постъпят на нова служба.
Най-известните ронини били 47-те самураи от Ако, които след смъртта на своя повелител Асано останали без господар. По време на поднасянето на новогодишните приветствия към шогуна Токугава Цунайоши, Асано Такамуни – управител на провинция Харима – бил публично обиден от церемониалмайстора Кира Котсуке. Вбесен от подобно предизвикателство, Асано ранил своя опонент. Тъй като дори за изваждане на меч в двореца на шогуна се полагало смъртно наказание, управителят от Ако трябвало в началото на април 1702 по заповед на регента да извърши „сепуку“ (ритуално самоубийство чрез разпорване на корема). След това неговата крепост, както и останалата му собственост, преминали във владение на правителството, а неговите самураи останали без господар.
47 от превърналите се в ронини самураи на Асано продължили да бъдат верни на своя повелител дори и след смъртта му. Под водачеството на Оиши Кураносуке те отмъстили за смъртта на своя господар в нощта на 14-и срещу 15 декември 1702 г. в столицата Едо. Убили Кира Котсуке, обезглавили го и оставили черепа му като трофей върху гроба на своя господар. 1 ронин загинал по време на нападението, останалите 46 били затворени, но се отнасяли към тях с голямо уважение за лоялността и предаността им към господаря им.
Тази постъпка получила широк отклик и одобрение сред народа. Могъщи управители се опитали да повлияят на шогуна за помилването на самураите. Шогунът им отговорил: „Чух за изключителната вярност на някогашните самураи на Асано към техния господар. Това е нещо доста необикновено за нашето време. Аз с удоволствие бих им помогнал, ако законът не изискваше сепуку.“ Така на 4 февруари 1703 г. 46-те ронини се самоубили по заповед на шогуна Токугава Цунайоши.
Господарят Асано, Кира и 47-те ронини са погребани в храма Сенкоджи в Токио. Всеки ден там отиват хора от цял свят, за да се поклонят пред мъжеството им и да се помолят. На входа на храма се намира бронзова статуя на Оиши Кураносуке, водача на 47-те ронини. Вътре е и статуята на Саваки Кодо Роши – известен зен-будистки майстор, живял през 20 век тук.